# 昆布茶

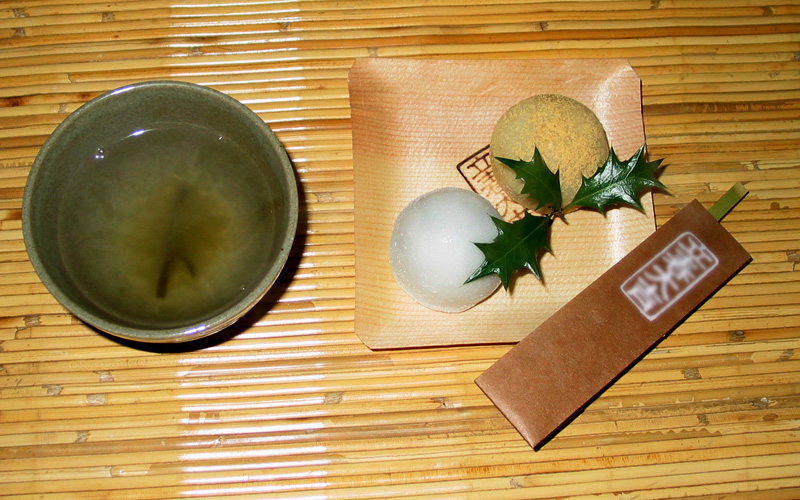
餅（右）と梅昆布茶（左）

昆布茶（こぶちゃ、こんぶちゃ）は、コンブを乾燥させ細かく刻むか粉末状にしたものに湯をそそいで飲む飲料。

## 概要
古代には昆布を食用していたので古くから飲まれていたものと思われる。遅くとも江戸時代には昆布を使った茶はすでに存在し、「刻み昆布に熱湯を注いで飲み、飲んだ後は出がらしとなった昆布を食べる。いわゆる風味茶として好まれていた」。
「昆布」（こんぶ）が「喜ぶ」（よろこぶ）に通じることから、正月や結婚式には昆布茶が出される事がある。福茶（ふくちゃ）は若水で作った煎茶に結び昆布、梅干し、黒豆、山椒をいれたもので、関西地方で正月、節分、大晦日等に長寿を願って飲まれる。特に正月のものを大福茶（だいぶくちゃ、おおぶくちゃ）といい、煎茶に結び昆布、梅干しを入れて飲む。

現在知られている粉末状の昆布茶は1918（大正７）年に玉露園の創業者「藤田馬三」（ふじたうまぞう）が作ったものである。これは福茶と違い、粉末には本来の意味での茶（チャノキ）は含まれていない。
粉末の昆布茶には味を調えるために砂糖・塩など調味料が添加されるものもある。

## 調味料としての昆布茶
飲料としてだけではなく、減塩のために食塩や醤油代わりの調味料として用いられる場合もあり、メーカーが料理レシピを公開している例もある。
昆布のうま味を研究した結果できたのがうま味調味料の主成分であるグルタミン酸なので、昆布茶はうま味調味料の代用品として利用もされている。

## 様々な昆布茶

### 梅昆布茶
乾燥させた梅肉を配合したものは梅昆布茶（うめこぶちゃ、うめこんぶちゃ）と呼ばれる。
フリーズドライの梅の粉末を角切り昆布茶にまぶした梅昆布茶は、正月やおめでたい席に出す福茶の習慣に用いられることもある。

### 刻み昆布入り昆布茶
2cm角に切った角切り昆布茶や、刻み昆布が入ったものも登場し、昆布出汁の旨みが相まって人気が出ている。

## その他
- 欧米では日本で言う紅茶キノコをコンブチャ (kombucha[英語版記事]) と呼ぶ。これは20世紀初頭にロシアなどで流行りだした飲料で、海外ではkombuchaと言えば紅茶キノコを指す[10]。

  - The American Heritage Dictionary は、英語話者がゼラチン状の培地を海草（昆布）と誤解し、「昆布茶」と混同したものと推測している[11]。

## 主な昆布茶メーカー
- 玉露園食品工業（東京都文京区）
- 不二食品（大阪府大阪市福島区）
- 錦城食品（奈良県奈良市）
- 日東食品工業（広島県広島市中区）
- 浪花昆布茶本舗 (大阪府八尾市)
- かね七（富山県富山市）